# Free City
Free City è il primo album in studio del gruppo hip hop St. Lunatics, pubblicato nel 2001.

## Tracce
1. Just for You (The Introductory Poem) (feat. Amber Tabares) - 1:26
2. S.T.L. - 5:21
3. Okay - 3:50
4. Summer in the City - 4:37
5. Mad Baby Daddy (Skit), Part 1 - 1:40
6. Boom D Boom - 3:27
7. Midwest Swing - 4:40
8. Show 'Em What They Won - 4:31
9. Let Me in Now - 4:42
10. Diz Iz Da Life - 4:31
11. Mad Baby Daddy (Skit), Part 2 - 1:06
12. Scandalous - 3:29
13. Groovin' Tonight (feat. Brian McKnight) - 5:21
14. Jang a Lang (feat. Penelope) - 4:24
15. Mad Baby Daddy (Skit), Part 3 - 1:44
16. Real Niggaz - 4:26
17. Here We Come - 4:12
18. Love You So (feat. Cardan) - 4:03
19. Mad Baby Daddy (Skit), Part 4 - 3:32
20. Batter Up (Bonus track) - 5:27

## Formazione
- Nelly
- Murphy Lee
- Ali
- City Spud
- Kyjuan

## Classifiche
| Classifica (2001) | Posizione raggiunta |
| ----------------- | ------------------- |
| Stati Uniti       | 3                   |